# (159164) La Cañada
(159164) La Cañada  es un asteroide perteneciente al cinturón de asteroides, descubierto el 3 de mayo de 2005 por Juan Lacruz desde el Observatorio de La Cañada, en España.

## Designación y nombre
La Cañada se designó inicialmente como 2005 JC22.
Más adelante fue nombrado por el  pueblo donde se encuentra el Observatorio de La Cañada.

## Características orbitales
La Cañada orbita a una distancia media del Sol de 2,7541 ua, pudiendo acercarse hasta 2,1228 ua y alejarse hasta 3,3853 ua. Tiene una excentricidad de 0,2291 y una inclinación orbital de 12,2722° grados. Emplea en completar una órbita alrededor del Sol 1669 días.

## Características físicas
Su magnitud absoluta es 15,7.